# Pointe-à-la-Croix
Pointe-à-la-Croix ou Cross Point (en anglais) est une municipalité du Québec située sur la rive sud de la Gaspésie. Elle fait partie de la MRC d'Avignon. La municipalité est membre de la Fédération des Villages-relais du Québec.

## Toponymie
Ce n'est qu'en 1970, après discussions en 1969 concernant l'usage du nom anglais « Cross Point », que la municipalité fut nommée par son toponyme actuel. En 1983, son territoire fut enrichi de l'espace municipal de Saint-Fidèle-de-Ristigouche (1937).

## Histoire

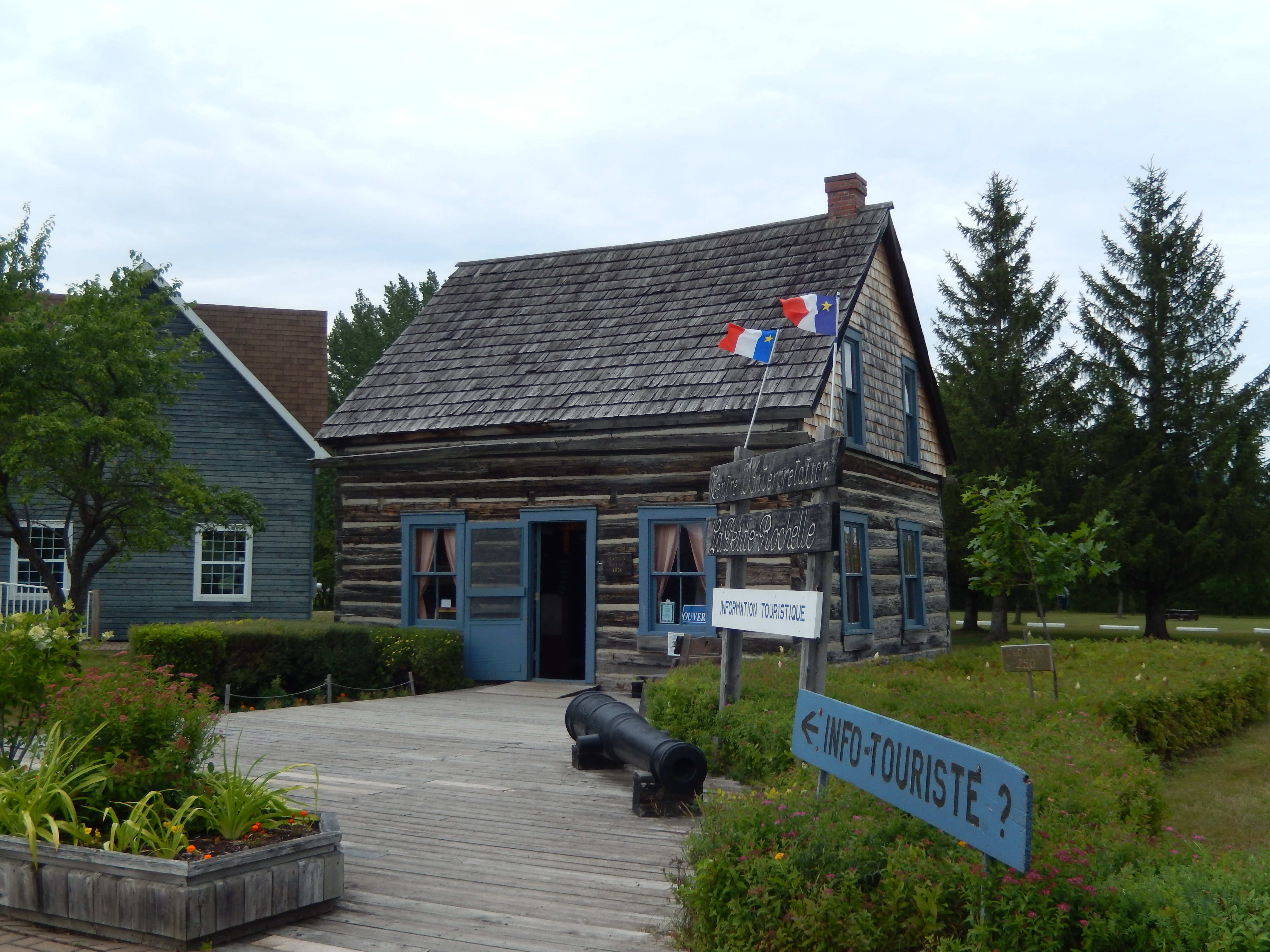
La maison Young à Pointe-à-la-Croix en août 2017

Le secteur de Pointe-à-la-Croix a connu historiquement une importante activité migratoire avec le passage des Micmacs à une date indéterminée, des Récollets en 1620 et des Acadiens en 1758.
En 1760, la communauté fut témoin de la Bataille de la Ristigouche, une bataille navale et terrestre qui marqua la fin des combats de la Guerre de Sept Ans qui mit fin au régime français au Canada (cf. Traité de Paris (1763)).
Après la conquête britannique de 1760, l'endroit a tour à tour porté le nom de «Repulse Point» et de «Pleasant Point». On utilisait davantage le toponyme anglais Cross Point, porté d'ailleurs par le bureau de poste entre 1846 et 1952.
Les années après 1780 virent arriver un nombre important de loyalistes.
En 1845, le territoire est érigé sous le nom de «municipalité du canton de Mann» en hommage à Edward Isaac Mann qui possédait de grandes concessions de terre à cet endroit en 1788. En 1760, la communauté fut témoin de la Bataille de la Ristigouche une bataille signalant la fin du régime français en Amérique du Nord.

## Géographie
Les rivières Escuminac et Escuminac Nord traverse l'est de la municipalité et les rivières Kempt Ouest, Kempt, Kempt Est et Kempt Nord l'ouest, du nord au sud.

### Hameaux
- Cross Point Station
- L'Alverne
- Mann
- Oak Bay

## Démographie
| 1996  | 2001  | 2006  | 2011  | 2016  | 2021  |
| ----- | ----- | ----- | ----- | ----- | ----- |
| 1 607 | 1 513 | 1 587 | 1 457 | 1 408 | 1 344 |

### Langues
Langues maternelles :
- Français : 86,3 % ;
- Anglais : 10,8 % ;
- Anglais et français : 0,6 % ;
- Autre langue maternelle : 2,2 %.

## Administration
Les élections municipales se font en bloc pour le maire et les six conseillers.
| Pointe-à-la-Croix Maires depuis 2001                                                                                 |                |         |          |
| Élection | Maire          | Qualité | Résultat |
| 2001 | Jean-Paul Audy |         | Voir     |
| 2005 | Jean-Paul Audy | Voir    |          |
| 2009 | Jean-Paul Audy | Voir    |          |
| 2013 | Jean-Paul Audy | Voir    |          |
| 2017 | Pascal Bujold  |         | Voir     |
| 2021 | Pascal Bujold  | Voir    |          |
| Élection partielle en italique Depuis 2005, les élections sont simultanées dans toutes les municipalités québécoises |                |         |          |

## Pont

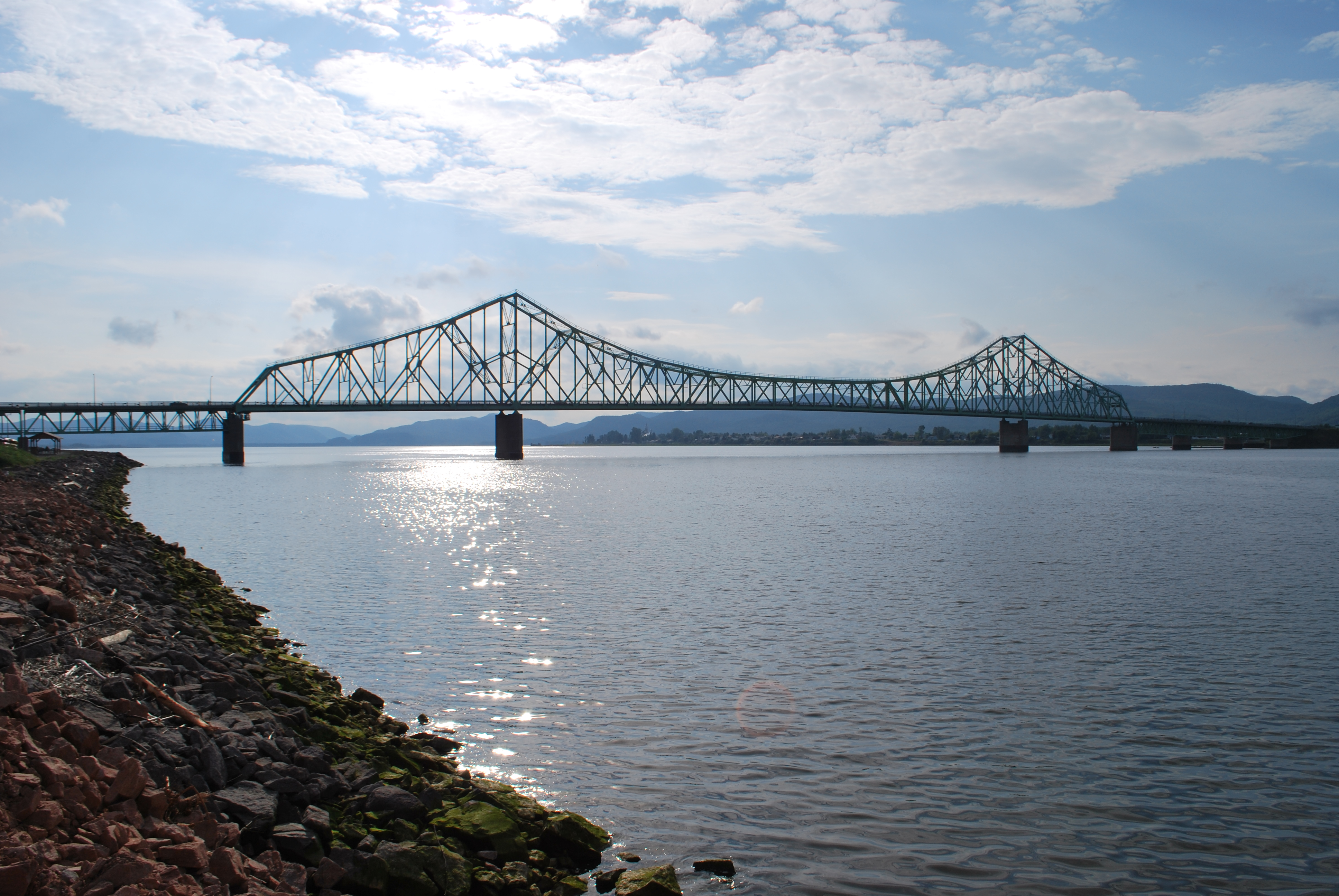
Le pont J.C. Van Horne reliant Pointe-à-la-Croix à Campbellton au Nouveau-Brunswick

Inauguré en 1961, le pont J.C. Van Horne relie Pointe-à-la-Croix à Campbellton au Nouveau-Brunswick.